# Redada de Níger en 2015
La redada de Níger en 2015 fue un asalto fallido por parte del grupo terrorista Boko Haram, hacia las ciudades de Bosso y Diffa. El incidente ocurrió el 6 de febrero de 2015, marcando la primera gran incursión del grupo terrorista hacia Níger.

## Contexto
En junio de 2013, entre 5 000 y 10 000 refugiados habían llegado a la ciudad de Bosso, huyendo de los constantes enfrentamientos entre Boko Haram y las Fuerzas Armadas de Nigeria ocurridas en el estado de Borno. Una gran parte de los refugiados condenaba a los militares por su excesiva violencia y por violar los derechos humanos.
La ciudad fronteriza de Diffa estaba separada de Nigeria por el río Komadougou Yobe, pero un descenso en el caudal hizo que grandes grupos de refugiados lo atravesaran para no caer en manos de los terroristas.
El 5 de febrero de 2015, un vocero del Parlamento nigeriano anunció que se llevarían a cabo discusiones sobre la participación de Níger en las operaciones militares en contra de Boko Haram.

## Redada
En la mañana del 6 de febrero de 2015, militares del Boko Haram perpretaron un asalto hacia las ciudades de Bosso y Diffa, después de cruzar hacia Níger desde la vecina Nigeria. El ejejército nigerino logró repeler las fuerzas enemigas con ayuda del ejército chadiano que estaban asentados en Bosso desde el 2 de febrero, y cuya fuerza aérea de ese país, cumplió un rol importante en los ataques. Decenas de militares murieron mientras que las fuerzas de Boko Haram se retiraban hacia su bastión en Nigeria. Las baja nigerinas son de 4 militares fallecidos, varios civiles asesinados, y 17 heridos.